# Perla Farías
Perla Farías Lombardini (sinh ngày 23 tháng 4 năm 1962) là một đạo diễn truyền hình người Mỹ gốc Venezuela, nhà sản xuất, nhà biên kịch, và một giám đốc điều hành tại Telemundo.

## Tuổi thơ
Bà là con gái của nữ diễn viên người Ý Gioia Lombardini và đạo diễn người Cuba Daniel Farías. Em gái của cô, Gioia Arismendi, cũng là một nữ diễn viên, và anh trai của cô, Dionisio, cũng làm việc trong truyền hình. Khi còn nhỏ, Farías được cho là không thích không khí nổi tiếng xung quanh cha mẹ, nhưng vẫn chọn làm diễn viên.
Năm 14 tuổi, Farías được ghi danh vào một trường trung học quốc tế ở Thụy Sĩ. Bà học ngành Truyền thông xã hội tại Đại học Tây Bắc.

## Sự nghiệp
Farías trước đây là một nữ diễn viên telenovela ở Venezuela. Cả hai đều không thoải mái với diễn xuất  và không hài lòng với cách kể chuyện của các tiểu thuyết tiêu biểu, bà đã giết nhân vật của mình và sau đó bắt đầu một phong cách telenovela mới ở Hoa Kỳ, quảng bá mạng lưới Telemundo của mình để vượt qua đối thủ Univision. bà bắt đầu viết cùng với người anh em họ của mình là Jose Ignacio Cabrujas, người đã khuyến khích bà viết và không hành động vì nó phù hợp với bà hơn. Việc bà chuyển đến Hoa Kỳ để tiếp tục sản xuất truyền hình vào năm 2005 được coi là một phần của cộng đồng người Bolivar.
Sản phẩm của Farías đã trở nên phổ biến ở các thị trường thời kỳ đầu tiên: Juana la virgen được làm lại thành Jane the Virgin, và buổi ra mắt của La Reina del Sur đã đánh bại ngay cả chương trình tiếng Anh và đóng vai nữ chính độc đáo. bà cũng đã được hoan nghênh vì đã tạo ra các chương trình mô tả người Mỹ Latinh tích cực và bắt đầu các cuộc thảo luận. bà đã mô tả việc tạo ra La Reina del Sur là "rủi ro lớn", nhưng vài năm sau đó, Telemundo đã tham gia các bộ phim truyền hình với ít định kiến telenovela hơn, chiếm sự thay đổi ngày càng lớn về thị hiếu và tiếng Mỹ lĩnh vực phát sóng.
Năm 2011, bà đã giúp viết nhạc kịch Magicus: El Bosque Reciclad, do chị gái bà tạo ra. Năm 2016, bà được thăng chức trở thành Phó chủ tịch cao cấp của Phát triển kịch bản tại Telemundo, nơi bà cũng là Trưởng văn phòng.
Năm 2018, một số tác phẩm sáng tạo của bà đã bị RCTV thu giữ và phát sóng.

## Truyền hình nhiều tập
- Falsa nhận dạng (2018) [12]
- Bajo el mismo cielo (2015) [9]
- Reina de Corazones (2014)
- Marido en Alquiler (2013)
- Donde está Elisa? (2010)
- Bà sô bà la (2007)
- La Tormenta (2005)
- Corazón partido (2005)
- La Ley del silencio (2005)
- Ser bonita no basta (2005)
- Anita, không có rajes! (2004)
- Juana la virgen (2002) [9]
- Mis 3 hermanas (2000)
- Cambio de piel (1998)
- Sol de lềuación (1996)
- Divina obsesión (1992)
- Rubí rebelde (1989)